# Le Vide-grenier
 (mars 2025).
Il peut être nécessaire de l'améliorer pour respecter le principe de neutralité de point de vue. 

Le Vide-grenier est un artbook de Mazan publiée par les éditions Charrette en 2004.
L'ouvrage reprend des illustrations, publicités et dessins divers réalisés par Mazan, surtout connu comme auteur de bande dessinée.